# Кутовий коефіцієнт

Кутовий коефіцієнт:

Кутовий коефіцієнт прямої — коефіцієнт {\displaystyle k} у рівнянні прямої {\displaystyle y=kx+b} на  координатній площині, чисельно дорівнює тангенсу кута (що становить найменший поворот від осі Ox до осі Оу) між позитивним напрямом осі абсцис і даної прямою лінією.
Тангенс кута можна розраховувати як співвідношення протилежного катета до прилеглого. Кутовий коефіцієнт k завжди дорівнює {\displaystyle {\frac {\Delta y}{\Delta x}}}, тобто похідній рівняння прямої по х.
Кутовий коефіцієнт не існує (або «прямує до нескінченності») у прямих, що паралельні осі Oy.
За позитивних значень кутового коефіцієнта k і нульового значення коефіцієнта зсуву b пряма лежатиме у першому й третьому квадрантах (у яких x та y одночасно є позитивні й негативні). Водночас великим значенням кутового коефіцієнта k будуть відповідні крутіші прямі, а меншим — пологіші.
Прямі {\displaystyle y=k_{1}x+b_{1}} і {\displaystyle y=k_{2}x+b_{2}} є перпендикулярними, коли {\displaystyle k_{1}k_{2}=-1}, а паралельні за {\displaystyle k_{1}=k_{2}}.

## Визначення
Позначимо кутовий коефіцієнт прямої або нахил в системі координат, що містить осі x і y, літерою m, і визначимо як зміну координат відносно y осі по відношенню до зміни координат x, між двома відмінними точками прямої. Задамо це наступним рівнянням:
{\displaystyle m={\frac {\Delta y}{\Delta x}}={\frac {{\text{зміна}}\,{\text{по вертикалі}}}{{\text{зміна}}\,{\text{по горизонталі}}}}.}
(Грецька літера дельта, Δ, використовується в математиці для позначення «різниці» або «зміни».)
Для заданих двох точок (x1,y1) і (x2,y2), зміна координат x дорівнює x2 − x1 (по горизонталі), а зміна по y буде y2 − y1 (по вертикалі). Підставивши це в вищенаведене рівняння отримаємо формулу:
{\displaystyle m={\frac {y_{2}-y_{1}}{x_{2}-x_{1}}}.}
Формула не буде працювати для вертикальних прямих, таких що паралельні осі y (див. ділення на нуль), тоді кутовим коефіцієнт приймають за нескінченність, тобто нахил вертикальної лінії вважають невизначеним.

### Приклади
Нехай є пряма, яка проходить крізь точки: P = (1, 2) і Q = (13, 8). Розділивши різницю y-координат на різницю x-координат, можна отримати кутовий коефіцієнт нахилу прямої:
{\displaystyle m={\frac {\Delta y}{\Delta x}}={\frac {y_{2}-y_{1}}{x_{2}-x_{1}}}={\frac {8-2}{13-1}}={\frac {6}{12}}={\frac {1}{2}}}.
Оскільки коефіцієнт є додатнім, нахил такий, що пряма зростає. Оскільки |m|<1, зростання не круте.
Інший приклад, розглянемо пряму, що проходить крізь точки (4, 15) і (3, 21). Тоді, кутовий коефіцієнт прямої дорівнює
{\displaystyle m={\frac {21-15}{3-4}}={\frac {6}{-1}}=-6.}
Оскільки коефіцієнт від'ємний, напрям прямої є спадним. Оскільки |m|>1, цей спад дуже крутий (спад >45°).

## Нахил дороги чи залізничних колій
Існує два способи обрахунку нахилу шляху чи залізничної дороги. Перший це задати його за допомогою кута в діапазоні значень між 0° і 90° (в градусах), і інший спосіб задати нахил у процентах.
Формули для розрахунку для перерахунку нахилу в процентах у кут в градусах і навпаки, наведені нижче:
{\displaystyle {\text{кут}}=\arctan \left({\frac {\text{нахил}}{100\%}}\right)}, (це обернена функція тангенса; див тригонометричні функції): і
{\displaystyle {\mbox{нахил}}=100\%\cdot \tan({\mbox{кут}}),}
де кут в градусах і тригонометрична функція також розраховується в градусах. Наприклад, нахил в 100% або 1000‰ буде дорівнювати куту в 45°.
Третім методом можна задати нахил за допомогою співвідношення до горизонтальної міри, наприклад 10, 20, 50 або 100, тобто 1:10. 1:20, 1:50 або 1:100 (або «1 до 10», «1 до 20» і т. д.) В даному прикладі 1:10 є більш крутим нахилом ніж 1:20. Наприклад, нахил в 20 % означатиме 1:5 або кут в 11,3°.
В дорожніх знаках різних країн можуть використовуватися різного типу позначення.

Попереджувальний знак в Нідерландах
Попереджувальний знак крутої дороги в Польщі
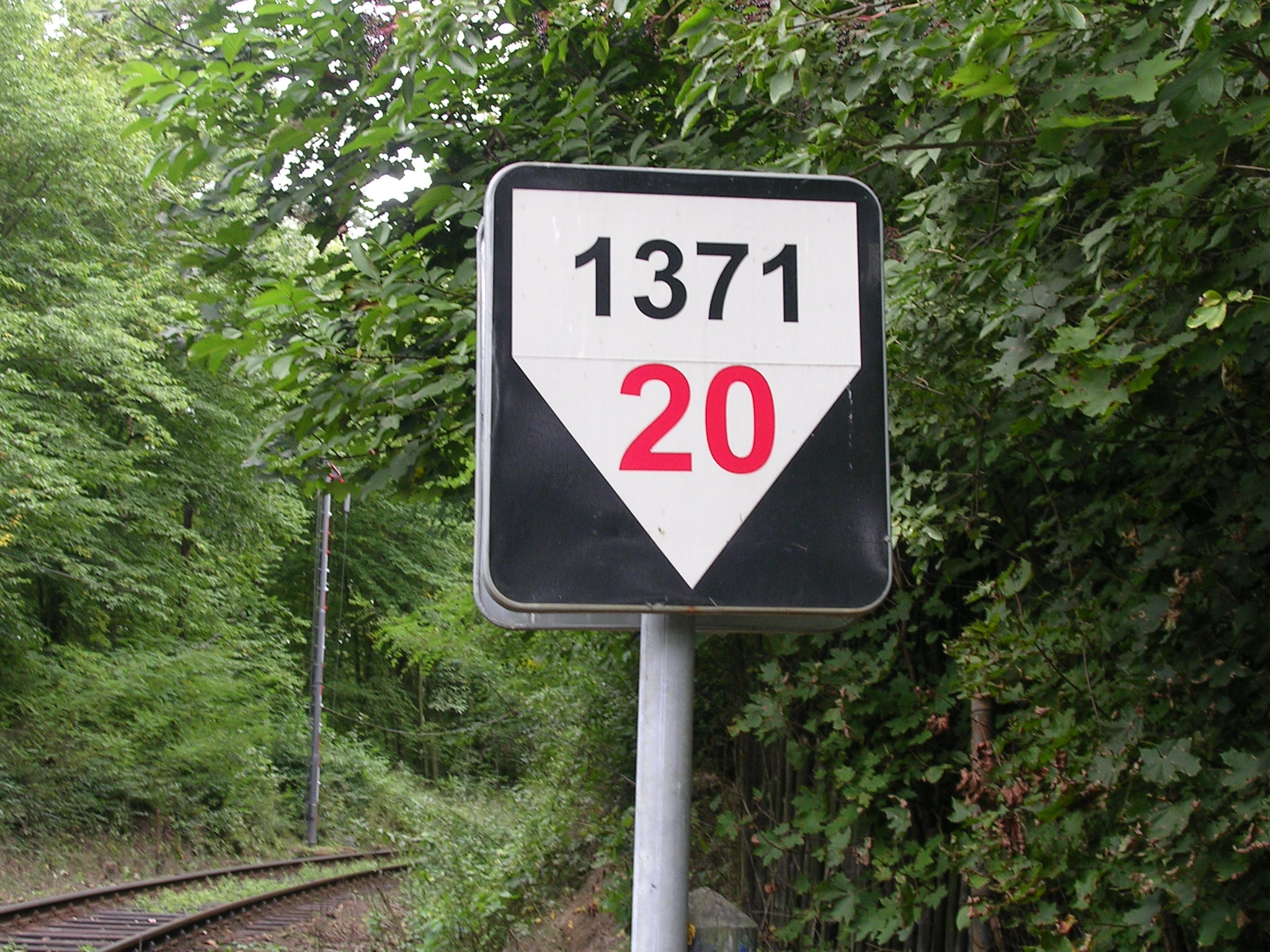
Ділянка залізничного шляху довжиною в 1371 метри із нахилом в 20‰. Чехія
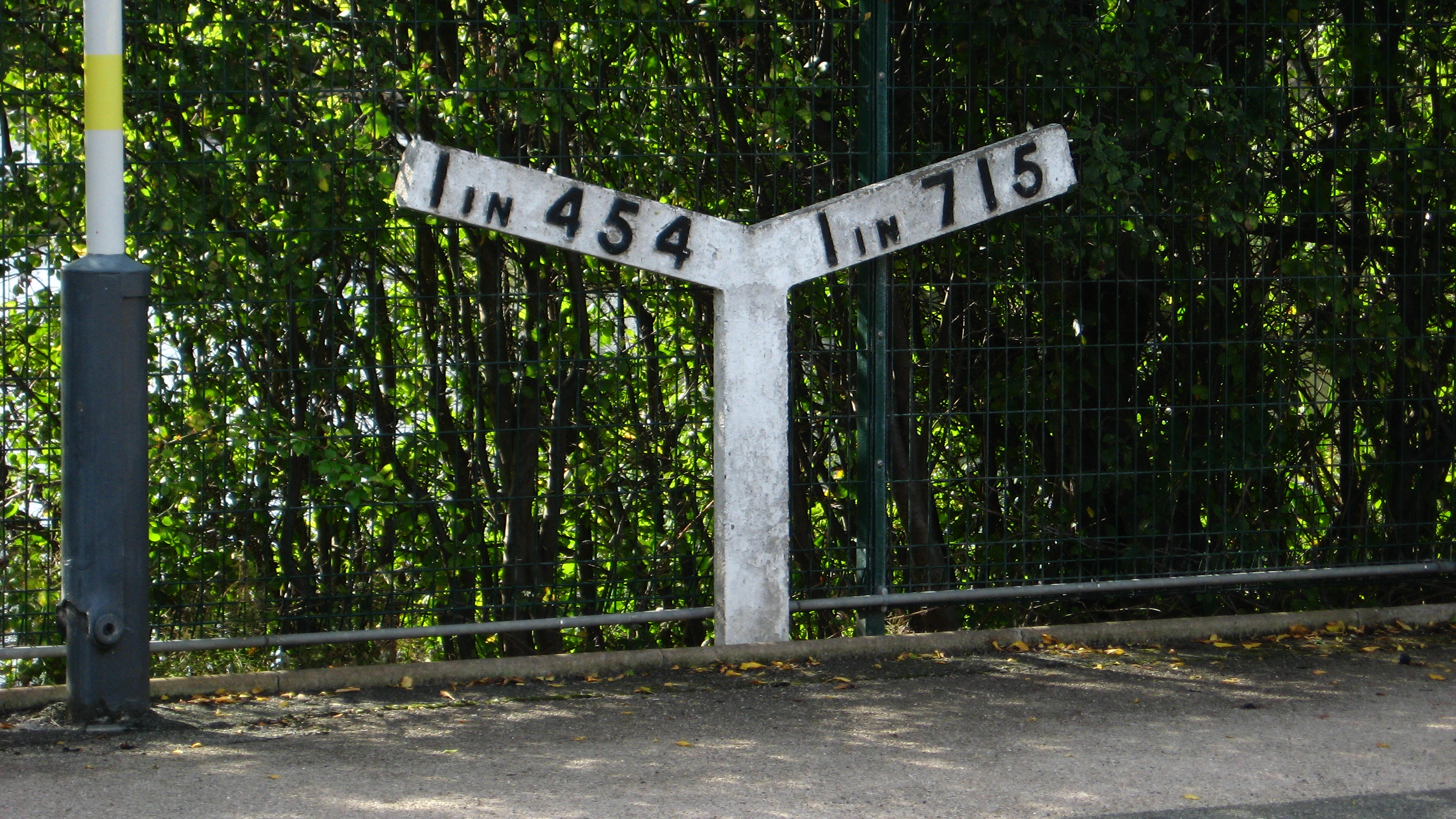
Залізничний Стовп-покажчик часів існування паровозів, що показує нахил в обох напрямках на залізничній станції Меолс[en], Велика Британія